# Jan Sekera
Jan Sekera (14. listopadu 1935 Louny – 10. ledna 2015, Praha) byl český historik umění a galerista. Založil Galerii Benedikta Rejta v Lounech, v 90. letech byl ředitelem Českého muzea výtvarných umění v Praze. Zaměřoval se zejména na studium a prezentaci českého výtvarného umění po roce 1945 a na dílo Františka Kupky. Je autorem mnoha odborných textů a výstavních katalogů.

## Život
V roce 1953 maturoval Jan Sekera na lounském gymnáziu. V letech 1953–1958 studoval na Filozofické fakultě Univerzity Karlovy obory filozofie, estetika (prof. M. Novák) a matematika. V polovině 50. let navázal blízké kontakty s lounskými výtvarníky Kamilem Linhartem, Zdeňkem Sýkorou, Vladislavem Mirvaldem, básníkem Emilem Julišem a estetikem Josefem Hlaváčkem.
Po epizodním působení v roli učitele matematiky na lounské jedenáctiletce a dvouleté základní vojenské službě nastoupil v roce 1960 jako průvodce a metodik do Pražské informační služby. S Louny však kontakt neztratil a v roce 1965 byl pověřený vedením galerijního oddělení Okresního muzea v Lounech. Po zřízení samostatné instituce s názvem Galerie Benedikta Rejta se od března 1966 stal jejím prvním ředitelem. V důsledku toho, že Sýkora i Linhart učili v Praze a patřili do okruhu Jiřího Koláře a Sekera udržoval kontakty s osobnostmi jako byli Zbyněk Hejda či Jan Sokol, o lounské galerii se v pražských intelektuálních a výtvarných kruzích vědělo.
Sekera orientoval výstavní činnost od počátku na české výtvarné umění 20. století. Do konce 60. let tak v galerii vystavovali Karel Černý, Jaromír Funke, Antonín Slavíček, Bohuslav Reynek, Josef Čapek, Emil Filla a další. Ještě počátkem normalizace v 70. letech probíhají Sekerovou zásluhou v lounské galerii výstavy Otakara Slavíka, Zdeňka Sýkory, Huga Demartiniho a Karla Malicha.
Sekera směřoval akviziční činnost galerie jednak k získávání obrazů klasiků české moderní malby (Antonín Slavíček, Antonín Hudeček, Václav Špála, Bohumil Kubišta a další), jednak umělců zastupujících v malbě konstruktivistické a kinetické tendence (mj. Zdeněk Sýkora, Vladislav Mirvald, Zdeněk Pešánek, Karel Malich). Jeho první akvizicí ještě jako vedoucího výstavního oddělení muzea byl nákup dvou klíčových obrazů Zdeňka Sýkory: Šedé struktury a Červeno-modré struktury. Vybudoval také rozsáhlou sbírku grafiky, v níž jsou zastoupeni mj. Josef Váchal a Vojtěch Preissig. Sekera vždy usiloval o to, aby byla lounská galerie odborným ústavem s nadregionálním významem.
V roce 1969 Sekera Louny načas opustil, když absolvoval dvouletou stáž ve Filosofickém ústavu Československé akademie věd. Roku 1971 se opět vrátil do Loun a převzal vedení galerie. Sekera nikdy nebyl členem KSČ. Proto musel v odborné činnosti čelit nejrůznějším ideologickým tlakům, které byly na maloměstě často silnější než v metropoli. To byl důvod, proč se v roce 1987 rozhodl odejít do Prahy. Rok nato se stal ředitelem Středočeské galerie v Praze. V roce 2001 odešel do důchodu. Dále působil jako člen nákupních komisí v různých galeriích, např. v Galerii moderního umění v Roudnici nad Labem nebo v Národní galerii v Praze. Od roku 2001 externě vyučoval na Vyšší odborné škole informačních služeb v Praze. Roku 2004 mu bylo uděleno čestné občanství města Loun.